# Åkerfibbla
Åkerfibbla (Hypochaeris glabra) är sällsynt och förekommer nästan bara längs Västkusten och i Skåne. Den växer på öppen, sandig mark som åkrar eller sandhedar. Den är oftast ettårig och blommar i juli–augusti.
Artnamnet glabra kommer av latinets glaber (kal) och syftar på de vanligen kala bladen och stjälkarna. Åkerfibbla kan korsa sig med rotfibbla om arterna växer tillsammans.
Förr var roten, Radix Hyoseridis, officinell som ett "blodrenande" medel.